# Massoteres
Massoteres là một đô thị trong tỉnh Lleida, cộng đồng tự trị Cataluña Tây Ban Nha. Đô thị Massoteres có diện tích là 26,1 ki-lô-mét vuông, dân số năm 2009 là 212 người với mật độ 8,12 người/km². Đô thị Massoteres có cự ly km so với tỉnh lỵ Lleida.